# فيراري 212 إنتر
فيراري 212 إنتر (بالإيطالية: Ferrari 212 Inter)‏ ، هي سيارة إيطالية أنتجها شركة فيراري الإيطالية عام 1951م، وبلغ عدد السيارات المنتجة نحو 82 سيارة.

## معرض صور

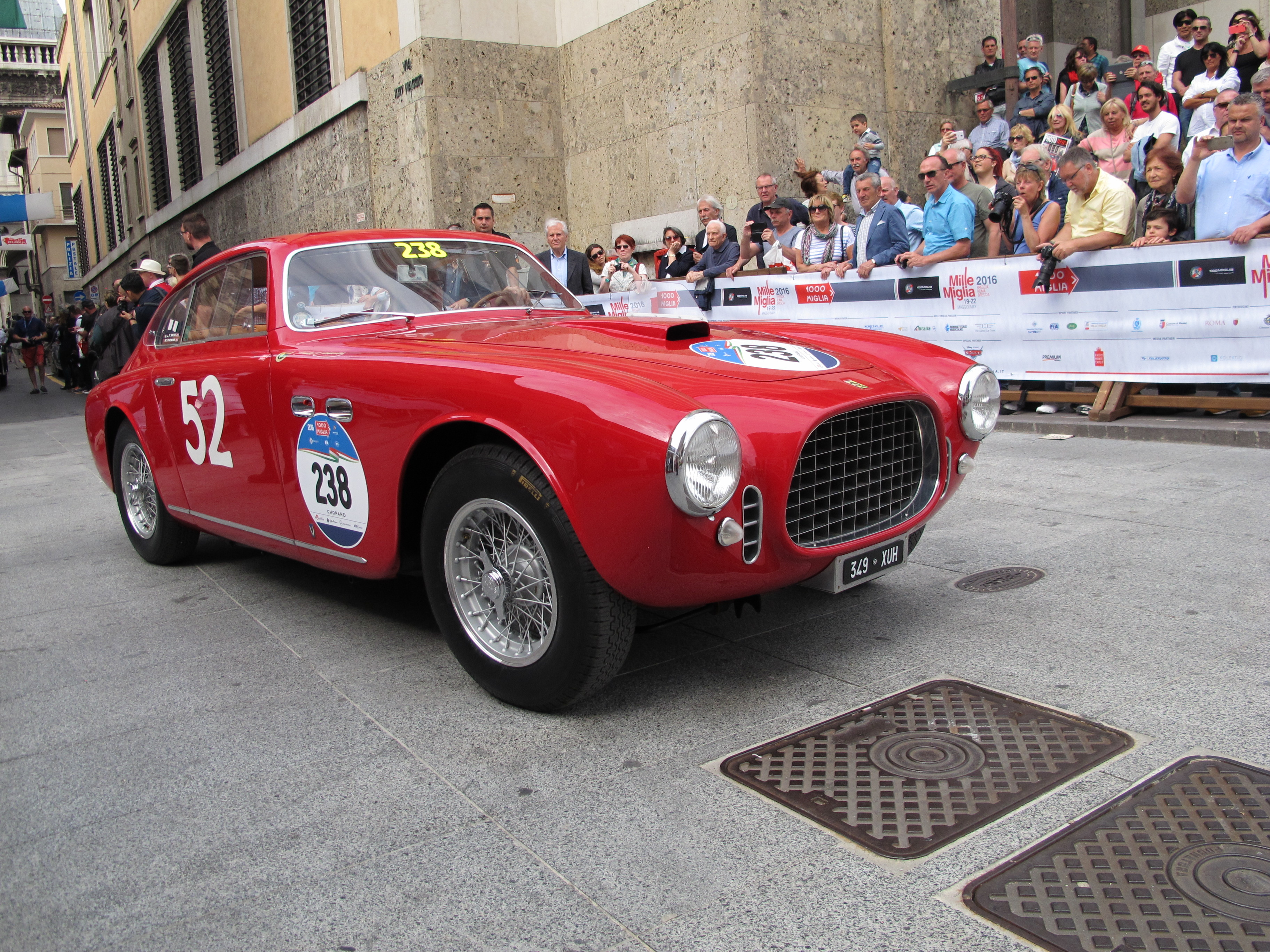
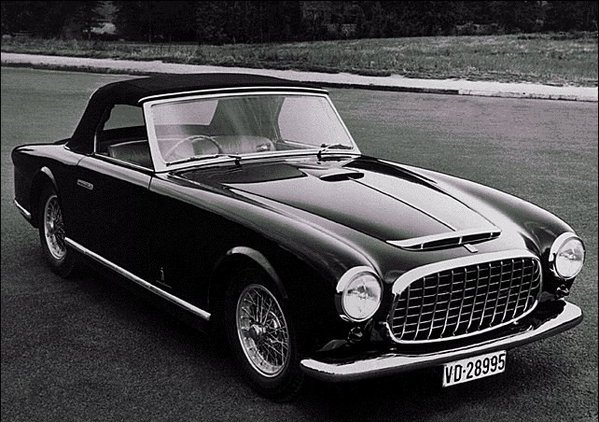
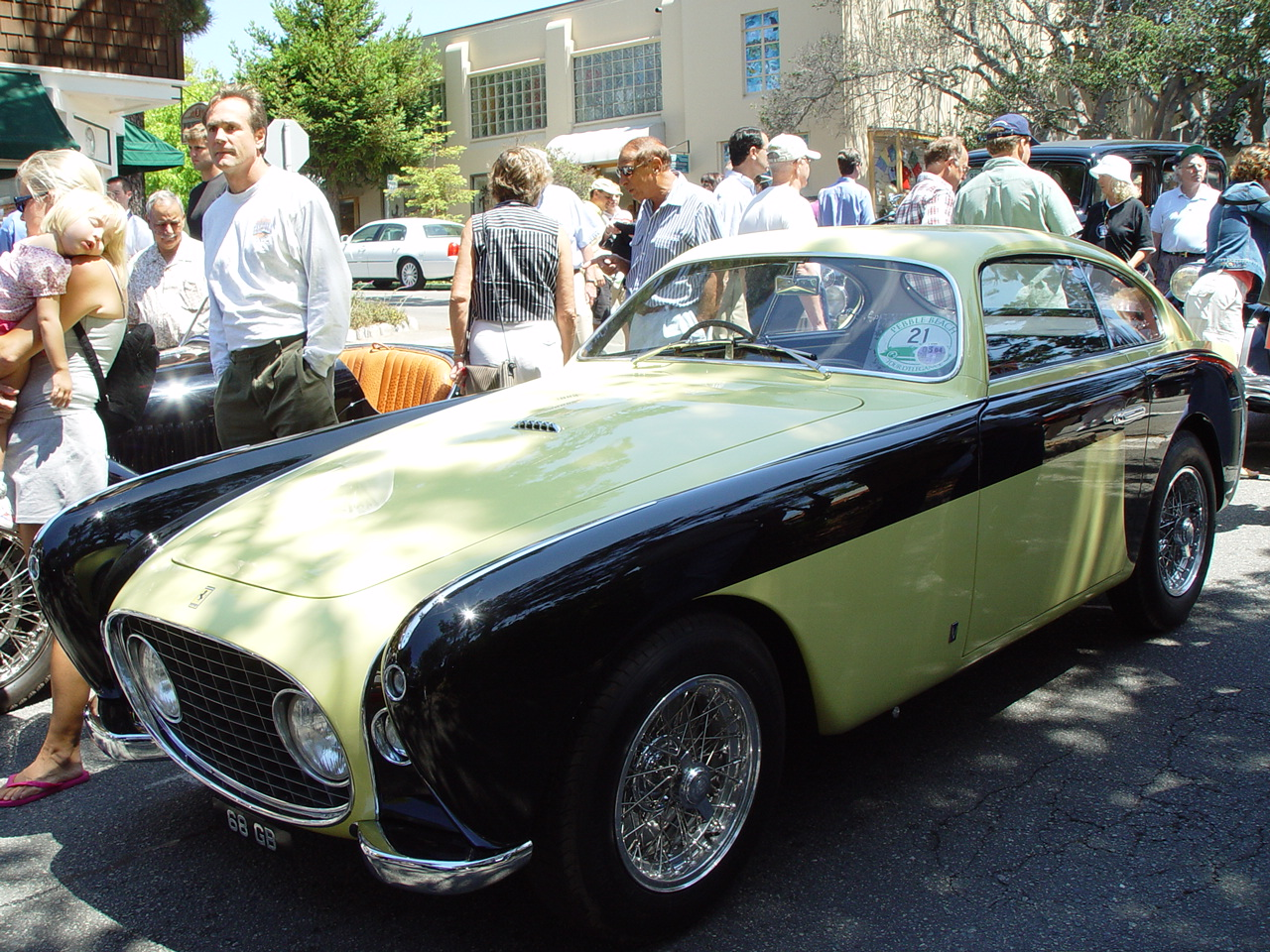
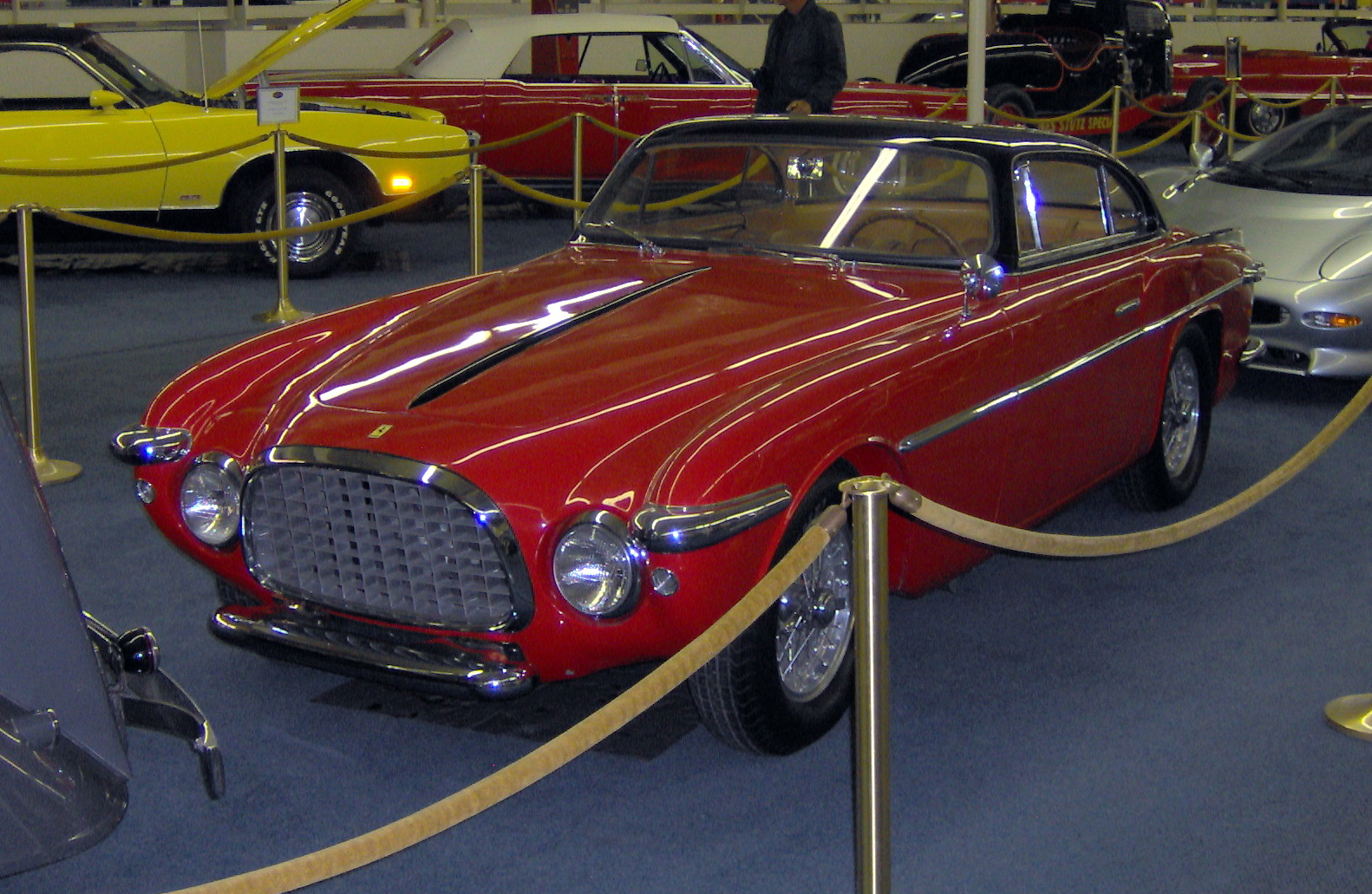